# Hans-Jürgen Haase
Hans-Jürgen Haase (* 1. Oktober 1921 in Dessau; † 10. Dezember 2011 in Eversen (Ahausen)) war ein deutscher Tischtennisfunktionär. Für seine Verdienste  wurde er mit dem ITTF Merit Award ausgezeichnet.

## Funktionär
Hans-Jürgen Haase betrieb zunächst aktiv Leichtathletik und wurde 1936 zum Olympischen Jugendlager in Berlin-Grunewald eingeladen. Später kam er zum Tischtennis und war Mitbegründer des Vereins TSV Kiel-Schilksee, wo er bis 1962 als Abteilungsleiter Verantwortung trug.
Hans-Jürgen Haase übernahm Funktionärsaufgaben im Tischtennis-Verband Schleswig-Holstein (TTVSH), im Norddeutschen Tischtennis-Verband (NTTV) sowie im Deutschen Tischtennis-Bund DTTB. Er gehörte im Jahre 1961 zu den Gründungsmitgliedern des NTTV. Von 1953 bis 1966 war er Jugendwart des TTVSH, Mitte der 1960er Jahre auch Jugendwart des NTTV. Im Juli 1965 wurde er stellvertretender Jugendwart im DTTB ernannt, von 1967 bis 1979 verantwortlicher deutscher Jugendwart.
1966 löste er Heinz-Joachim Kermel sowohl als Vorsitzender des TTVSH als auch als Präsident des NTTV ab. Die Führung des TTVSH gab er 18 Jahre später, also 1984, ab, die Präsidentschaft beim NTTV hatte er bis 1991 inne. Im NTTV meisterte er die Integration der neuen Bundesländer Brandenburg, Mecklenburg-Vorpommern und Sachsen-Anhalt nach der Wiedervereinigung 1989.
Am 22. Mai 1980 wurde Hans-Jürgen Haase mit dem Bundesverdienstkreuz am Bande geehrt. 1991 wurde er zum Ehrenmitglied im DTTB ernannt. Für seine Verdienste um den Tischtennissport zeichnete ihn der Weltverband 2007 mit dem ITTF Merit Award aus.

## Privat
Hans-Jürgen Haase war Leutnant im Zweiten Weltkrieg, studierte danach an der Pädagogischen Hochschule in Flensburg und arbeitete später als Lehrer in Kiel. Er war verheiratet und hatte drei Kinder.